# 다비드윗수염박쥐
다비드윗수염박쥐(Myotis davidii)는 애기박쥐과 윗수염박쥐속에 속하는 박쥐이다. 중국의 토착종으로 허베이성과 후베이성, 내몽골 자치구, 산시성 (섬서성), 홍콩에서 발견된다. 이전에는 윗수염박쥐(Myotis mystacinus)의 아종으로 간주되었다.